# Liste des évêques puis archevêques romano-catholique d'Alba Iulia
Liste des évêques puis archevêques de l'archidiocèse d'Alba Iulia qui s'appelait "évêché de Transylvanie" jusqu'en 1932.

## Évêques de Transylvanie

### DuXIesiècleauXIVesiècle
| Portrait                                                    | Armoiries | Épiscopat                            | Titulaire                            | Notes                                                                       |
| ----------------------------------------------------------- | --------- | ------------------------------------ | ------------------------------------ | --------------------------------------------------------------------------- |
|                                                             |           | 1009 (?) à 1046                      | Saint Bőd 1er évêque de Transylvanie |                                                                             |
| Vacance épiscopale du 24 septembre 1046 à 1075 (?)          |           |                                      |                                      |                                                                             |
|                                                             |           | 1075 à 1083 (?)                      | Frank (Franco)                       |                                                                             |
| Vacance épiscopale de 1083 (?) à 1111 (?)                   |           |                                      |                                      |                                                                             |
|                                                             |           | 1111 à 1113                          | Simon                                |                                                                             |
|                                                             |           | 1113 (?)                             | Villarus                             |                                                                             |
| Vacance épiscopale de 1113 (?) à 1124                       |           |                                      |                                      |                                                                             |
|                                                             |           | 1124 à 1127                          | Felicianus                           |                                                                             |
| Vacance épiscopale de 1127 à 1139                           |           |                                      |                                      |                                                                             |
|                                                             |           | 1139                                 | Baranus                              |                                                                             |
| Vacance épiscopale de 1139 à 1156                           |           |                                      |                                      |                                                                             |
|                                                             |           | 1156 à 1157                          | Valter                               |                                                                             |
| Vacance épiscopale de 1157 à 1166                           |           |                                      |                                      |                                                                             |
|                                                             |           | 1166 à 1169                          | Vilcina                              |                                                                             |
| Vacance épiscopale de 1169 à 1181                           |           |                                      |                                      |                                                                             |
|                                                             |           | 1181 à 1187                          | Pál                                  |                                                                             |
|                                                             |           | 1187 à 1202                          | Adorján                              |                                                                             |
|                                                             |           | 1139                                 | Baranus                              |                                                                             |
|                                                             |           | 1203                                 | Péter                                |                                                                             |
|                                                             |           | 1204 à 1221                          | Vilmos (Villermus)                   |                                                                             |
|                                                             |           | 1222 au 11 avril 1241                | Rajnald (Regináld)                   |                                                                             |
| Vacance épiscopale du 11 avril au 13 juin 1244              |           |                                      |                                      |                                                                             |
|                                                             |           | 13 juin 1244 au 7 septembre 1245     | Artolf (Aistulf)                     | Évêque de Győr à partir de 1245.                                            |
| Vacance épiscopale du 7 septembre 1245 au 6 mai 1246        |           |                                      |                                      |                                                                             |
|                                                             |           | 6 mai 1246 à 1270                    | Gál (Gallus)                         |                                                                             |
|                                                             |           | 1270 au 27 novembre 1307             | Péter Monoszló (en)                  |                                                                             |
| Vacance épiscopale du 27 novembre 1307 au 24 juillet 1309   |           |                                      |                                      |                                                                             |
|                                                             |           | 24 juillet 1309 au 15 septembre 1319 | Benedek                              |                                                                             |
| Vacance épiscopale du 15 septembre 1319 au 1er juillet 1320 |           |                                      |                                      |                                                                             |
|                                                             |           | 1er juillet 1320 à mars 1356         | András Szécsi de Rimaszécs           |                                                                             |
|                                                             |           | 1er juillet 1320 à mars 1356         | András Szécsi de Rimaszécs           |                                                                             |
|                                                             |           | 1356 à 1368                          | Domonkos Szécsi de Rimaszécs         |                                                                             |
|                                                             |           | 28 juin 1368 au 23 janvier 1376      | Demeter                              | Évêque de Zagreb à partir de 1376, archevêque d'Esztergom à partir de 1378. |
| Vacance épiscopale du 23 janvier 1376 au 5 mai 1376         |           |                                      |                                      |                                                                             |
|                                                             |           | 5 mai 1376 à mai 1386                | Goblinus (hu)                        |                                                                             |
|                                                             |           | 28 mai 1386 au 28 avril 1389         | Imre Ónodi Czudar (hu)               |                                                                             |
| Vacance épiscopale du 28 avril 1389 au 14 juin 1389         |           |                                      |                                      |                                                                             |
|                                                             |           | 14 juin 1389 au 6 juin 1391          | Péter Knöll de széphely (Széphegy)   |                                                                             |
| Vacance épiscopale du 6 juin 1391 au 11 novembre 1391       |           |                                      |                                      |                                                                             |
|                                                             |           | 11 novembre 1391 à 1395              | Dömötör (hu)                         | Évêque de Veszprém à partir de 1395.                                        |
|                                                             |           | 1395 au 27 septembre 1399            | Maternus (hu)                        |                                                                             |
| Vacance épiscopale du 27 septembre 1399 au 7 avril 1400     |           |                                      |                                      |                                                                             |

### DuXVesiècleauXVIIIesiècle
| Portrait                                                     | Armoiries | Épiscopat                            | Titulaire                                      | Notes |
| ------------------------------------------------------------ | --------- | ------------------------------------ | ---------------------------------------------- | --- |
|                                                              |           | 7 avril 1400 à 1401                  | Miklós                                         | |
|                                                              |           | 16 avril au 10 février 1402          | István Upori                                   | |
|                                                              |           | 10 février 1402 au 19 janvier 1403   | János Laki                                     | |
|                                                              |           | 19 janvier 1403 au 23 mai 1419       | István Upori                                   | |
| Vacance épiscopale du 23 mai 1419 au 31 juillet 1419         |           |                                      |                                                | |
|                                                              |           | 31 juillet 1419 à octobre 1423       | György Pálóczi                                 | |
| Vacance épiscopale de octobre 1423 au 14 février 1424        |           |                                      |                                                | |
|                                                              |           | 14 février 1424 à 1427               | Csanádi Balázs                                 | |
|                                                              |           | 14 septembre 1427 au 18 mars 1442    | György Lépes de Váraskesz                      | |
|                                                              |           | 1142 à 1461                          | Matthieu de la Bischino (alias Máté Łabiszyni) | |
|                                                              |           | 26 avril 1462 au 1er novembre 1468   | Miklós Szapolyai (hu)                          | |
| Vacance épiscopale du 1er novembre 1468 au 15 décembre 1472  |           |                                      |                                                | |
|                                                              |           | 15 décembre 1472 au 24 avril 1475    | Gabriele Rangone (Gábor Veronai)               | Évêque d'Eger à partir de 1475.                                                                             |
| Vacance épiscopale du 24 avril 1475 au 25 septembre 1476     |           |                                      |                                                | |
|                                                              |           | 15 décembre 1472 à 1501              | László Geréb (hu)                              | Archevêque de Kalocsa à partir de 1501.                                                                     |
|                                                              |           | 1501 à 15002                         | Domonkos Kálmáncsehi                           | |
|                                                              |           | 1503 à 1504                          | Miklós Bácskai (hu)                            | |
|                                                              |           | 15 novembre 1504 au 5 février 1505   | Zsigmond Thurzó (hu)                           | Évêque Nagyvárad à partir de 1505.                                                                          |
| Vacance épiscopale du 5 février 1505 à 1508                  |           |                                      |                                                | |
|                                                              |           | 1508 au 19 novembre 1514             | Ferenc Perényi (hu)                            | Évêque de Nagyvárad à partir de 1514.                                                                       |
|                                                              |           | 1514 à 1524                          | Ferenc Várdai (hu) de Kisvárda                 | |
|                                                              |           | 1524 à septembre 1527                | János Gosztonyi de Felsőszeleste               | |
|                                                              |           | 1528 au 8 avril 1542                 | János Statileo (en)                            | |
|                                                              |           | 1528 à 1540                          | Miklós Gerendi (hu)                            | |
| Vacance épiscopale de 1540/1542 au 1er juin 1551             |           |                                      |                                                | |
|                                                              |           | 12 juin 1551 au 26 mai 1553          | Ferenc Székely de Medgyes                      | |
|                                                              |           | 26 mai 1553 au 25 septembre 1556     | Pál Bornemissza (en)                           | Évêque de Nitra à partir de 1557.                                                                           |
| Vacance épiscopale du 25 septembre 1556 au 1 mai 1597        |           |                                      |                                                | |
|                                                              |           | 1er mai 1597 au 21 janvier 1601      | Demeter Naprágyi (en)                          | Évêque de Veszprém et Győr à partir de 1607, archevêque de Kalocsa à partir de 1608.                        |
| Vacance épiscopale du 21 janvier 1601 au 10 juillet 1618     |           |                                      |                                                | |
|                                                              |           | 10 juillet 1618 au 26 février 1630   | István Szentandrásy de Csíkmadéfalva           | Évêque de Szendrő, à partir de 1606, et de Veszprém dès 1630.                                               |
| Vacance épiscopale du 26 février 1630 au 7 juin 1631         |           |                                      |                                                | |
|                                                              |           | 7 juin 1631 au 24 octobre 1633       | László Hosszútóthy (hu)                        | Évêque de Nagyvárad à partir de 1633.                                                                       |
| Vacance épiscopale du 24 octobre 1633 au 17 janvier 1634     |           |                                      |                                                | |
|                                                              |           | 17 janvier 1634 à 1652               | István Simándi                                 | |
| Vacance épiscopale de 1652 au 27 octobre 1653                |           |                                      |                                                | |
|                                                              |           | 27 octobre 1653 au 3 février 1656    | János Pálfalvay                                | Évêque de Nagyvárad à partir de 1656.                                                                       |
|                                                              |           | 3 février 1656 au 16 août 1660       | Ferenc Szentgyörgyi (hu) de Csíkszentgyörgy    | Évêque de Vác à partir de 1660.                                                                             |
|                                                              |           | 16 août 1660 au 13 janvier 1663      | Ferenc Lénárd Szegedi (hu)                     | Évêque de Vác à partir de 1663, évêque d'Eger à partir de 1669.                                             |
| Vacance épiscopale du 13 janvier 1663 au 7 juin 1663         |           |                                      |                                                | |
|                                                              |           | 7 juin 1663 au 12 septembre 1666     | Ferenc Tolnai                                  | |
| Vacance épiscopale du 22 septembre 1666 au 5 mai 1667        |           |                                      |                                                | |
|                                                              |           | 5 mai 1667 au 23 janvier 1676        | Szenttamási Máté (hu)                          | . |
| Vacance épiscopale du 23 janvier 1676 au 29 mars 1676        |           |                                      |                                                | |
|                                                              |           | 29 mars 1676 au 5 février 1679       | Mokcsay András                                 | |
| Vacance épiscopale du 5 février 1679 au 21 août 1679         |           |                                      |                                                | |
|                                                              |           | 21 août 1679 au 1er août 1683        | André Sebestyén                                | |
| Vacance épiscopale du 1er août 1683 au 16 avril 1685         |           |                                      |                                                | |
|                                                              |           | 16 avril 1685 au 23 novembre 1695    | István Káda (hu)                               | |
| Vacance épiscopale du 23 novembre 1695 au 19 janvier 1696    |           |                                      |                                                | |
|                                                              |           | 19 janvier 1696 au 20 septembre 1712 | András Illyés (hu)                             | |
| Vacance épiscopale du 20 septembre 1712 au 18 février 1713   |           |                                      |                                                | |
|                                                              |           | 18 février 1713 au 5 septembre 1721  | baron György Mártonffy (hu) de Csíkkarcfalva   | |
| Vacance épiscopale du 5 septembre 1721 au 6 mars 1724        |           |                                      |                                                | |
|                                                              |           | 6 mars 1724 ay 13 mars 1724          | baron László Mednyánszky                       | Seulement nommé.                                                                                            |
|                                                              |           | 13 mars 1724 au 10 juin 1728         | baron János Antalfi (hu) de Csíkszentmárton    | |
| Vacance épiscopale du 10 juin 1728 au 25 février 1729        |           |                                      |                                                | |
|                                                              |           | 25 février 1729 au 16 septembre 1739 | baron Gergely Sorger (hu)                      | |
| Vacance épiscopale du 16 septembre 1739 au 21 avril 1741     |           |                                      |                                                | |
|                                                              |           | 21 avril 1741 au 13 mai 1748         | Ferenc Klobusiczky (hu)                        | Évêque de Zagreb à partir de 1748, archevêque de Kalocsa à partir de 1751.                                  |
| Vacance épiscopale du 13 mai 1748 au 25 avril 1749           |           |                                      |                                                | |
|                                                              |           | 25 avril 1749 au 8 janvier 1759      | baron Zsigmond Antal Sztojka                   | . |
| Vacance épiscopale du 8 janvier 1759 au 13 mai 1759          |           |                                      |                                                | |
|                                                              |           | 13 mai 1759 au 22 mai 1760           | comte József Batthyány                         | Archevêque de Kalocsa à partir de 1760, archevêque d'Esztergom à partir de 1776, cardinal à partir de 1778. |
| Vacance épiscopale du 22 mai 1760 au 5 octobre 1760          |           |                                      |                                                | |
|                                                              |           | 5 octobre 1760 au 3 octobre 1772     | baron Anatal Bajtay (hu)                       | . |
|                                                              |           | 3 octobre 1772 au 30 août 1774       | Piusz Manzador                                 | |
| Vacance épiscopale du 30 août 1774 au 27 octobre 1774        |           |                                      |                                                | |
|                                                              |           | 27 octobre 1774 au 25 juin 1780      | comte László Kollonich (hu)                    | Évêque de Nagyvárad à partir de 1780, archevêque de Kalocsa à partir de 1787.                               |
| Vacance épiscopale du 25 juin 1780 au 28 juin 1780           |           |                                      |                                                | |
|                                                              |           | 28 juin 1780 au 17 septembre 1798    | comte Ignác Batthyány                          | |
| Vacance épiscopale du 17 septembre 1798 au 14 mars 1799      |           |                                      |                                                | |
|                                                              |           | 14 mars 1799 au 3 mars 1815          | József Mártonffy (hu)                          | . |
| Vacance épiscopale du 3 mars 1815 au 25 septembre 1815       |           |                                      |                                                | |
|                                                              |           | 25 septembre 1815 au 28 juillet 1819 | Alexander Rudnay                               | Archevêque d'Esztergom à partir de 1819, cardinal à partir de 1828.                                         |
| Vacance épiscopale du 28 juillet 1819 au 29 septembre 1819   |           |                                      |                                                | |
|                                                              |           | 29 septembre 1819 au 25 mai 1827     | baron Ignác Szepesy (hu)                       | Évêque de Pécs à partir de 1827.                                                                            |
|                                                              |           | 26 mai 1827 au 15 octobre 1852       | Miklós Kovács (hu)                             | . |
|                                                              |           | 15 octobre 1852 au 12 septembre 1864 | baron Lajos Haynald                            | Archevêque de Kalocsa à partir de 1867, cardinal à partir de 1879.                                          |
| Vacance épiscopale du 12 septembre 1864 au 25 septembre 1864 |           |                                      |                                                | |
|                                                              |           | 25 septembre 1864 au 23 mars 1882    | Mihály Fogarasy (hu)                           | . |
|                                                              |           | 30 mars 1882 au 28 juin 1897         | Ferenc Lönhart (hu)                            | . |
|                                                              |           | 28 juin 1897 au 22 mars 1932         | comte Gusztáv Károly Majláth (hu)              | Le nom du diocèse change le 22 mars 1932.                                                                   |

## Évêques d'Alba Iulia (1932–1991)
| Portrait                                                    | Armoiries                                                   | Épiscopat                                                   | Titulaire                                                   | Notes                                                                                             |
| ----------------------------------------------------------- | ----------------------------------------------------------- | ----------------------------------------------------------- | ----------------------------------------------------------- | ------------------------------------------------------------------------------------------------- |
|                                                             |                                                             | 22 mars 1932 au 28 mai 1938                                 | comte Gusztáv Károly Majláth (hu)                           | Le nom du diocèse change le 22 mars 1932.                                                         |
|                                                             |                                                             | 28 mai 1938 au 10 septembre 1938                            | Adolf Vorbuchner (hu)                                       |                                                                                                   |
| Vacance épiscopale du 10 septembre 1938 au 24 décembre 1938 | Vacance épiscopale du 10 septembre 1938 au 24 décembre 1938 | Vacance épiscopale du 10 septembre 1938 au 24 décembre 1938 | Vacance épiscopale du 10 septembre 1938 au 24 décembre 1938 | Vacance épiscopale. Le diocèse est administré par Áron Márton en tant que gouverneur apostolique. |
|                                                             |                                                             | 24 décembre 1938 au 2 avril 1980                            | Áron Márton                                                 |                                                                                                   |
|                                                             |                                                             | 2 avril 1980 au 14 mars 1990                                | Antal Jakab (hu)                                            | .                                                                                                 |
|                                                             |                                                             | 14 mars 1990 au 5 août 1991                                 | Lajos Bálint                                                | Le pape Jean-Paul II élève le 5 août 1991 le diocèse au rang d'archidiocèse.                      |

## Archevêques d'Alba Iulia (depuis 1991)
| Portrait                                                  | Armoiries                                                 | Épiscopat                                                 | Titulaire                                                 | Notes                                                                              |
| --------------------------------------------------------- | --------------------------------------------------------- | --------------------------------------------------------- | --------------------------------------------------------- | ---------------------------------------------------------------------------------- |
|                                                           |                                                           | 5 août 1991 au 30 septembre 1993                          | Lajos Bálint                                              | .                                                                                  |
| Vacance épiscopale du 30 septembre 1993 au 8 avril 1994   | Vacance épiscopale du 30 septembre 1993 au 8 avril 1994   | Vacance épiscopale du 30 septembre 1993 au 8 avril 1994   | Vacance épiscopale du 30 septembre 1993 au 8 avril 1994   | Le diocèse est administré par György Jakubinyi en tant que gouverneur apostolique. |
|                                                           |                                                           | 8 avril 1994 au 24 décembre 2019                          | György Jakubinyi                                          | Gouverneur apostolique arménien depuis 1992.                                       |
| Vacance épiscopale du 24 décembre 2019 au 22 février 2020 | Vacance épiscopale du 24 décembre 2019 au 22 février 2020 | Vacance épiscopale du 24 décembre 2019 au 22 février 2020 | Vacance épiscopale du 24 décembre 2019 au 22 février 2020 | Le diocèse est administré par György Jakubinyi en tant que gouverneur apostolique. |
|                                                           |                                                           | Depuis le 22 février 2020                                 | Gergely Kovács (en)                                       | .                                                                                  |